# Rhodostrophia cypria
Rhodostrophia cypria là một loài bướm đêm trong họ Geometridae.